# Gennaro Dini
Gennaro Dini (Salern, Campània, 12 de gener de 1893 - mort en una data indeterminada el 1934) va ser un actor, guionista i director de cinema italià actiu a França durant el període d'entreguerres.
També pintor, és autor de cartells de cinema signats G. Dini així com escenografies de les seves pròpies pel·lícules.

## Biografia
A part dels seus papers d'actuació de 1918 a 1929 i de les pel·lícules que va fer entre 1923 i 1933, en sabem poc de Gennaro Dini, excepte que era el marit de l'actriu Nina Bélosoroff coneguda com Nina Orlova de 1914 a 1930.
Fill de comerciants italians que vivien a Niça, Gennaro Dini que encara residia a Salern en el moment del seu matrimoni, es va establir definitivament a França al final de la Primera Guerra Mundial. Primer actor durant cinc anys, va passar darrere de la càmera per dirigir la seva primera pel·lícula L'Expiation que es va estrenar a les pantalles el maig de 1923. Sovint actor, guionista, decorador però també productor de les seves pròpies produccions, faria una mitjana d'una pel·lícula a l'any fins al 1933, quan la seva carrera cinematogràfica va acabar sobtadament sense que ningú en sabés els motius.
Així, va deixar els platós de cinema després de l'estrena de la seva darrera pel·lícula Cabiria el març de 1933, tot just quinze anys després d'aparèixer-hi per primera vegada com a actor. Dini encara és citat el 1934 com a membre adjunt de la Société des autors et Compositeurs Dramatiques i com a membre de l'Association des autors de Films. Segons l' Annuaire général des lettres publicat el mateix any, té el seu domicili al número 4, avenue Gambetta, al 20è districte de París.Definitivament li perdem la pista a partir d'aquesta data. Aleshores tenia 41 anys.

## Carrera cinematogràfica[15]
com a actor
- 1918 : Reine Lumière, film en 12 episodis de René Navarre i Lino Manzoni : Jacques Bernard.[16] Pel·lícula reeditada el 1921.
- 1919 : Barrabas, film en 12 episodis de Louis Feuillade
- 1920 : Tue la mort, film en 12 episodis de René Navarre : Paolo
- 1921 : Le Sept de trèfle, film en 12 episodis de René Navarre
- 1924 : Le Secret d'Alta Rocca, film en 12 episodis d'André Liabel : Donato

com a actor i director
- 1923 : L'Expiation
- 1928 : Les Capes noires[17] / Justice[18]

comme réalisateur
- 1924 : La Nuit d'un vendredi 13,[19] guió d'Alain de la Perche[20]
- 1925 : Romanetti ou le Roi du maquis[21] / Hors-la-loi[22]

com a guionista i director
- 1923 : L'Expiation
- 1923 : Paternité[23]
- 1926 : Âme de femme[24] / Leurs destinées[25]
- 1929 : Quand l'ombre descend[26]
- 1931 : Les Vagabonds magnifiques,[27] música de Roger Dumas
- 1932 : Une Voix qui meurt[28] / La Voix qui meurt,[29] música d'Henri Goublier
- 1933 : Cabiria, versió sonora i cantada de la pel·lícula muda de Giovanni Pastrone (1914) dirigida per Gennaro Dini amb música per Jules Mazellier.[30]

Projet non réalisé
- 1926 : Nuit de Noël[31]